# Viverra zibetha
Viverra zibetha  (Linnaeus, 1758), anche chiamata grande zibetto indiano, è un carnivoro della famiglia dei Viverridi diffusa nell'Asia meridionale.

## Descrizione

### Dimensioni
Carnivoro di grandi dimensioni, con la lunghezza della testa e del corpo tra 500 e 950 mm, la lunghezza della coda tra 380 e 590 mm, la lunghezza del piede tra 90 e 145 mm, la lunghezza delle orecchie tra 35 e 65 mm e un peso fino a 9,2 Kg.

### Aspetto
Il colore di fondo del corpo varia dal grigio al bruno-fulvo. Sui lati e nella parte inferiore del collo sono presenti 3 bande nerastre intervallate da 2 bianche che partono dalla parte posteriore delle orecchie e prima delle spalle scendono giù verticalmente verso il basso. Una cresta erettile di lunghi peli nerastri si estende lungo la spina dorsale dalla nuca alla base della coda. Sui fianchi sono presenti delle macchie scure disposte in file particolarmente nel quarto posteriore, che variano notevolmente tra gli individui. La parte inferiore degli arti è nera. La pianta dei piedi è densamente ricoperta di peli dal tallone fino allo spazio tra i cuscinetti. Gli artigli del terzo e quarto dito della mano sono protetti da una guaina cutanea. La coda è lunga poco più della metà della testa e del corpo, ha 5-6 larghi anelli neri intervallati da anelli bianchi più piccoli ma completi. Le femmine hanno 2, talvolta 3, paia di mammelle.

## Biologia

### Comportamento
È una specie notturna, solitaria e terricola, sebbene si arrampichi con facilità sugli alberi. Passano gran parte del giorno in tane scavate da altri animali ed abbandonate.

### Alimentazione
Si nutre di lucertole, piccoli mammiferi, uccelli, pesci, frutta e altre parti vegetali.

### Riproduzione
Danno alla luce da due a quattro piccoli due volte l'anno.

## Distribuzione e habitat
Questa specie è diffusa nell'Asia meridionale dal Nepal e gli stati indiani nord-orientali, attraverso la Cina meridionale ed orientale fino a tutta l'Indocina. È stata introdotta sulle Isole Andamane.
Vive nelle foreste primarie, secondarie e nelle piantagioni fino a 1.600 metri di altitudine.

## Tassonomia
Sono state riconosciute 5 sottospecie:
- V.z.zibetha: stati indiani dell'Assam, Arunachal Pradesh, Himachal Pradesh, Jharkhand, Meghalaya, Mizoram, Nagaland, Orissa, Sikkim e West Bengal; Bangladesh, Nepal, Bhutan, provincia cinese dello Xizang meridionale;
- V.z.ashtoni (Swinhoe, 1864): province cinesi dell'Anhui, Fujian, Gansu, Guangdong, Guangxi, Guizhou, Hubei, Hunan, Jiangsu, Jiangxi, Shaanxi, Sichuan, Yunnan settentrionale, Zhejiang;
- V.z.hainana (Wang & Xu, 1983): isola di Hainan;
- V.z.picta (Linnaeus, 1758): Guangxi e Guizhou sud-occidentali, Xizang, Yunnan; Myanmar settentrionale, Laos, Vietnam, Cambogia, Thailandia settentrionale e centrale;
- V.z.pruinosus (Wroughton, 1917): Tenasserim, Thailandia peninsulare, Penisola malese.

## Conservazione
La IUCN Red List, considerato il rischio che la popolazione diminuisca a causa dell'intensa caccia, classifica V.zibetha come specie prossima alla minaccia (NT).